# Grand Prix automobile de Suisse 1938
Le Grand Prix automobile de Suisse 1938 est un Grand Prix comptant pour le championnat d'Europe des pilotes, qui s'est tenu sur le circuit de Bremgarten le 21 août 1938.

## Grille de départ
| 1re ligne | Pos. 3                                |                                            | Pos. 2                           |                               | Pos. 1                            |
|           | Caracciola Mercedes-Benz 2 min 42 s 2 |                                            | Lang Mercedes-Benz 2 min 42 s 0  |                               | Seaman Mercedes-Benz 2 min 38 s 8 |
| 2e ligne  |                                       | Pos. 5                                     |                                  | Pos. 4                        |                                   |
|           |                                       | Von Brauchitsch Mercedes-Benz 2 min 42 s 9 |                                  | Stuck Auto Union 2 min 42 s 9 |                                   |
| 3e ligne  | Pos. 8                                |                                            | Pos. 7                           |                               | Pos. 6                            |
|           | Wimille Alfa Romeo 2 min 44 s 3       |                                            | Nuvolari Auto Union 2 min 43 s 9 |                               | Müller Auto Union 2 min 43 s 5    |
| 4e ligne  |                                       | Pos. 10                                    |                                  | Pos. 9                        |                                   |
|           |                                       | Farina Alfa Romeo 2 min 46 s 7             |                                  | Kautz Auto Union 2 min 45 s 4 |                                   |
| 5e ligne  | Pos. 13                               |                                            | Pos. 12                          |                               | Pos. 11                           |
|           | Teagno Maserati 3 min 3 s 8           |                                            | Dreyfus Delahaye 2 min 55 s 9    |                               | Taruffi Alfa Romeo 2 min 52 s 6   |
| 6e ligne  |                                       | Pos. 15                                    |                                  | Pos. 14                       |                                   |
|           |                                       | « Raph » Delahaye 3 min 13 s 3             |                                  | *                             |                                   |
| 7e ligne  | Pos. 18                               |                                            | Pos. 17                          |                               | Pos. 16                           |
|           | Mandirola Maserati 3 min 28 s 0       |                                            | Christen Maserati 3 min 27 s 9   |                               | Romano Alfa Romeo 3 min 17 s 7    |
| 8e ligne  |                                       | Pos. 20                                    |                                  | Pos. 19                       |                                   |
|           |                                       | De Sztriha Maserati 3 min 31 s 1           |                                  | Minozzi Maserati 3 min 29 s 1 |                                   |

## Classement de la course
| Pos. | no | Pilote                  | Écurie                       | Châssis             | Tours | Temps/Abandon              | Grille | Points |
| ---- | -- | ----------------------- | ---------------------------- | ------------------- | ----- | -------------------------- | ------ | ------ |
| 1    | 12 | Rudolf Caracciola       | Daimler-Benz AG              | Mercedes-Benz W154  | 50    | 2 h 32 min 7 s 8           | 3      | 1      |
| 2    | 16 | Richard Seaman          | Daimler-Benz AG              | Mercedes-Benz W154  | 50    | + 26 s 0                   | 1      | 2      |
| 3    | 10 | Manfred von Brauchitsch | Daimler-Benz AG              | Mercedes-Benz W154  | 49    | + 1 tour (+1 min 3 s 8?)   | 5      | 3      |
| 4    | 8  | Hans Stuck              | Auto Union                   | Auto Union Type D   | 48    | + 2 tours                  | 4      | 4      |
| 5    | 38 | Giuseppe Farina         | Alfa Corse                   | Alfa Romeo Tipo 312 | 48    | + 2 tours                  | 10     | 4      |
| 6    | 28 | Piero Taruffi           | Scuderia Torino              | Alfa Romeo Tipo 308 | 47    | + 3 tours                  | 11     | 4      |
| 7    | 40 | Jean-Pierre Wimille     | Alfa Corse                   | Alfa Romeo Tipo 312 | 47    | + 3 tours                  | 8      | 4      |
| Abd. | 4  | Hermann Paul Müller     | Auto Union                   | Auto Union Type D   | 46    | Accident                   | 6      | 4      |
| 8    | 18 | René Dreyfus            | Écurie Bleue                 | Delahaye Type 145   | 46    | + 4 tours                  | 12     | 4      |
| 9    | 6  | Tazio Nuvolari          | Auto Union                   | Auto Union Type D   | 46    | + 4 tours                  | 7      | 4      |
| 10   | 14 | Hermann Lang            | Daimler-Benz AG              | Mercedes-Benz W154  | 45    | + 5 tours                  | 2      | 4      |
| 10   | 14 | Walter Bäumer           | Daimler-Benz AG              | Mercedes-Benz W154  | 45    | + 5 tours                  | 2      | n/a    |
| 11   | 20 | « Raph »                | Écurie Bleue                 | Delahaye Type 145   | 43    | + 7 tours                  | 15     | 4      |
| 12   | 24 | Emilio Romano           | Privé                        | Alfa Romeo Monza    | 41    | + 9 tours                  | 16     | 4      |
| 13   | 32 | Max Christen            | Privé                        | Maserati Tipo 26    | 40    | + 10 tours                 | 17     | 4      |
| 14   | 26 | Edoardo Teagno          | Scuderia Sabauda             | Maserati 8CM        | 39    | + 11 tours                 | 13     | 4      |
| 14   | 26 | Prince Bira             | Scuderia Sabauda             | Maserati 8CM        | 39    | + 11 tours                 | 13     | n/a    |
| Abd. | 2  | Christian Kautz         | Auto Union                   | Auto Union Type D   | 19    | Fuite d'huile, carburateur | 9      | 6      |
| Abd. | 30 | Adolfo Mandirola        | Auto-Agence S.A.             | Maserati 8CM        | 17    |                            | 18     | 6      |
| Abd. | 22 | Giovanni Minozzi        | Privé                        | Alfa Romeo Monza    | 17    |                            | 19     | 7      |
| Abd. | 28 | István de Sztriha       | Privé                        | Alfa Romeo Monza    | 17    |                            | 20     | 8      |
| Np.  | 36 | Emmanuel de Graffenried | Écurie Du Puy de Graffenried | Maserati 6C-34      |       | Non partant                | 14     | 8      |
| Np.  | 11 | Walter Bäumer           | Daimler-Benz AG              | Mercedes-Benz W154  |       | Essais seulement           |        | 8      |

- Légende : Abd.=Abandon - Np.=Non partant.

## Pole position et record du tour
- Pole position :  Richard Seaman (Mercedes-Benz) en 2 min 38 s 8.
- Meilleur tour en course :  Richard Seaman (Mercedes-Benz) en 2 min 51 s 1.